# Kopajkošara
Kopajkošara (en serbe cyrillique : Копајкошара) est un village de Serbie situé dans la municipalité de Svrljig, district de Nišava. Au recensement de 2011, il comptait 68 habitants.

## Démographie
| 1948 | 1953 | 1961 | 1971 | 1981 | 1991 | 2002 | 2011 |
| ---- | ---- | ---- | ---- | ---- | ---- | ---- | ---- |
| 544  | 562  | 478  | 423  | 297  | 190  | 112  | 68   |

|  |